# Bosbeekvallei en aangrenzende bos- en heidegebieden te As-Opglabbeek-Maaseik
Bosbeekvallei en aangrenzende bos- en heidegebieden te As-Opglabbeek-Maaseik is een Natura 2000-gebied (habitatrichtlijngebied BE2200043) in Vlaanderen. Dit gebied beslaat 572,94 hectare en ligt in de provincie Limburg verspreid over de gemeenten Maaseik, Opglabbeek, As en Genk. Het habitatrichtlijngebied loopt van het Kempens Plateau tot in de Vlakte van Bocholt. De vallei van de Bosbeek is gekenmerkt door natte bossen met nog een beperkt aandeel natte ruigtes en graslanden. De hogere droge delen worden gekenmerkt door verschillende heidevegetaties.
In het gebied komen vijftien Europees beschermde habitattypes voor: droge heide, droge heide op jonge zandafzettingen, eiken-beukenbossen op zure bodems, essen-eikenbossen zonder wilde hyacint, glanshaver- en grote vossenstaartgraslanden, heischrale graslanden en soortenrijke graslanden van zure bodems, jeneverbesstruweel, ondiepe beken en rivieren met goede structuur en watervegetaties, open graslanden op landduinen, oude eiken-berkenbossen op zeer voedselarm zand, valleibossen, elzenbroekbossen en zachthoutooibossen, vochtige tot natte heide, voedselarme tot matig voedselarme verlandingsvegetaties, voedselrijke, gebufferde wateren met rijke waterplantvegetatie, voedselrijke, soortenrijke ruigtes langs waterlopen en boszomen.
Er komen zes Europees beschermde soorten voor in het gebied: drijvende waterweegbree, gladde slang, heikikker, laatvlieger, poelkikker, rosse vleermuis.
Gebieden die deel uitmaken van het Natura 2000-gebied zijn onder andere: Klaverberg, Heiderbos, Opglabbekerzavel (onderdelen van Nationaal Park Hoge Kempen), vallei van de Bosbeek,  Ruwmortelven.

## Afbeeldingen

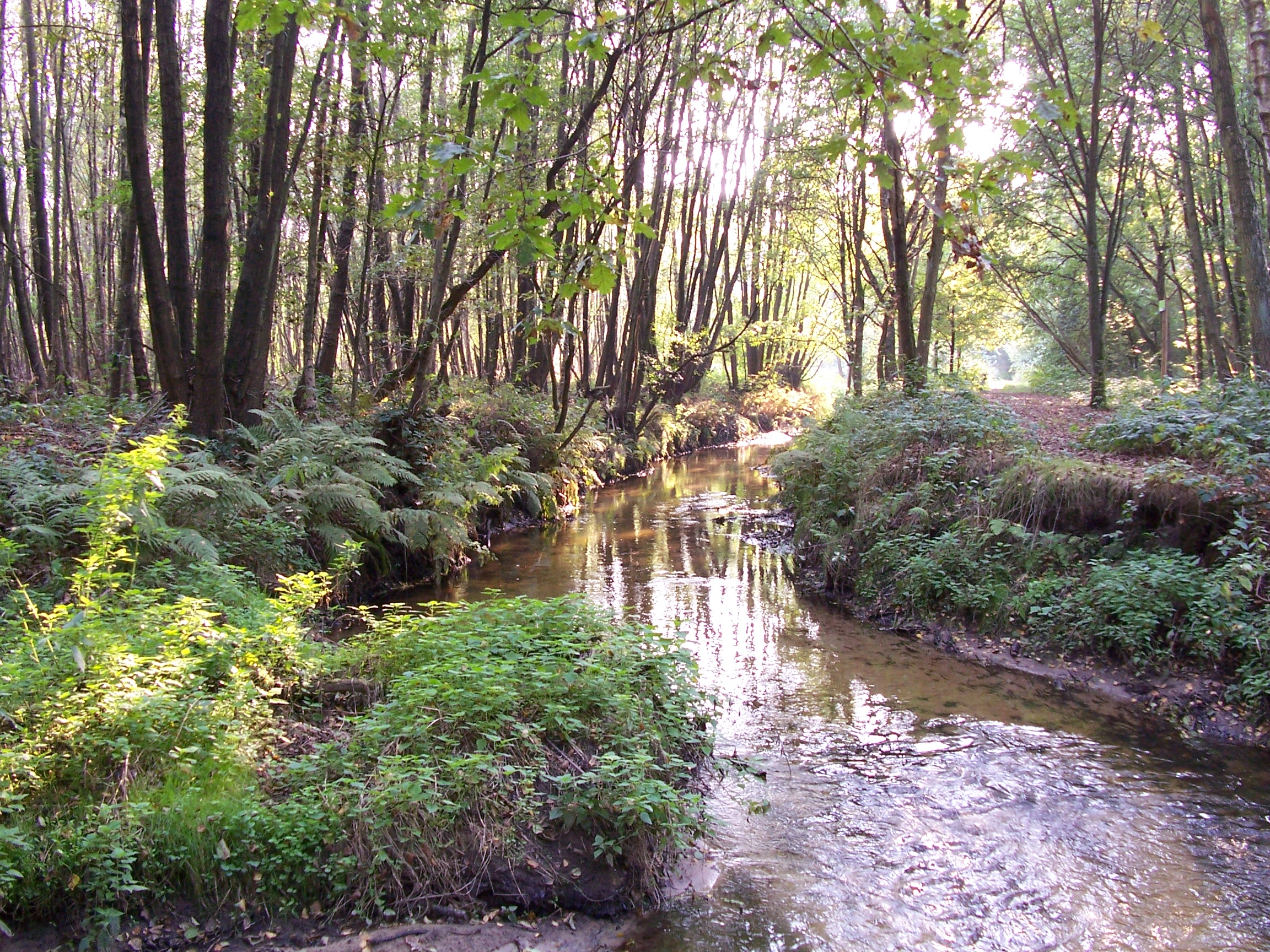
Bosbeek
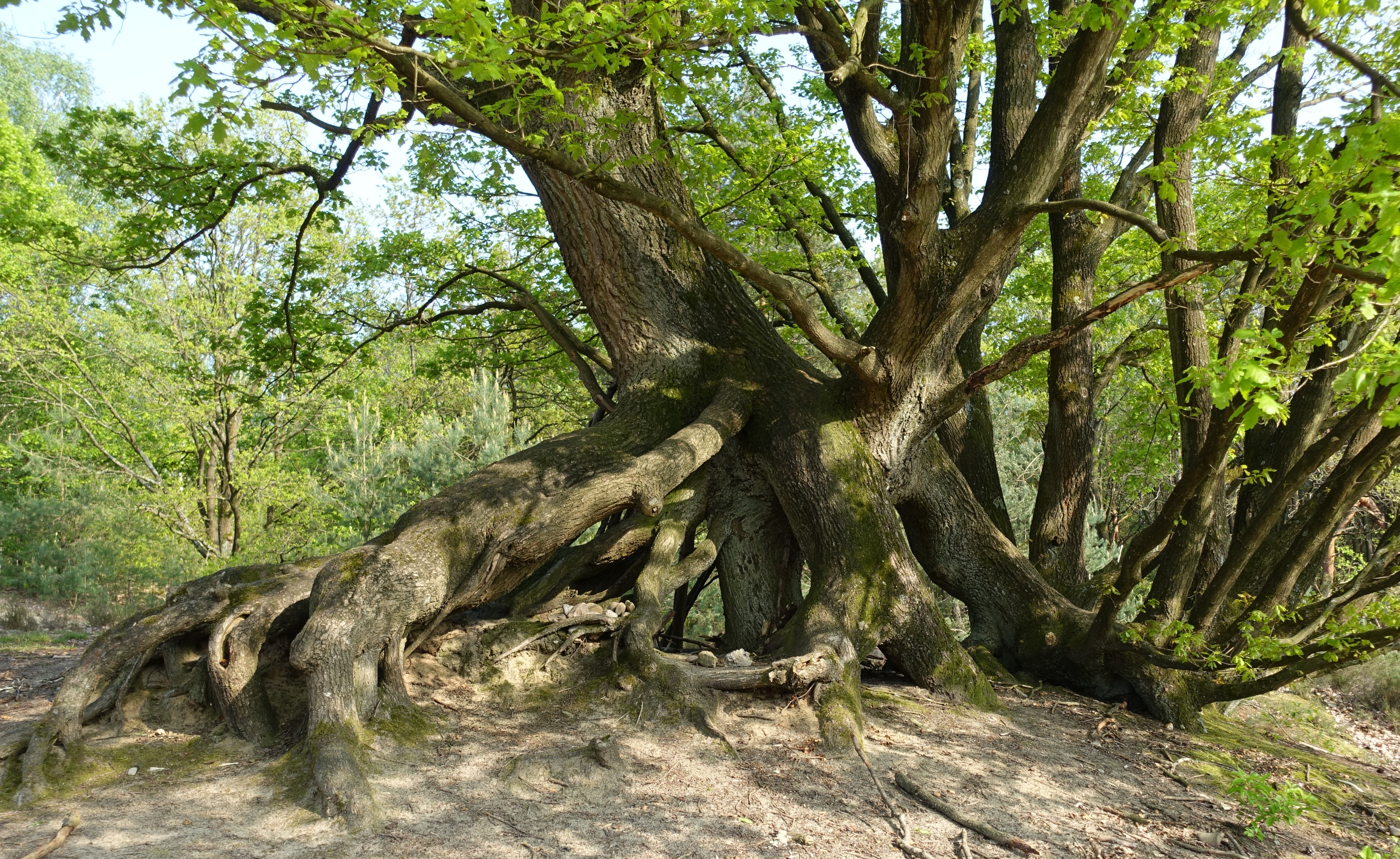
Klaverberg